# George Ramsay, 9:e earl av Dalhousie
George Ramsay, 9:e earl av Dalhousie, född den 23 oktober 1770, död den 21 mars 1838, var en brittisk krigare och koloniguvernör, far till James Broun-Ramsay, 1:e markis av Dalhousie. 
Han deltog 1814 som divisionsgeneral under lord Wellington i dennes fälttåg i Spanien och Frankrike och var 1819–1828 guvernör över Kanada, Nova Scotia, New Brunswick, Prince Edward Island och Kap Bretonön. 1829–1832 var han befälhavare över  Brittiska Ostindiska Kompaniets trupper i Indien.